# Ogiwara Shigehide

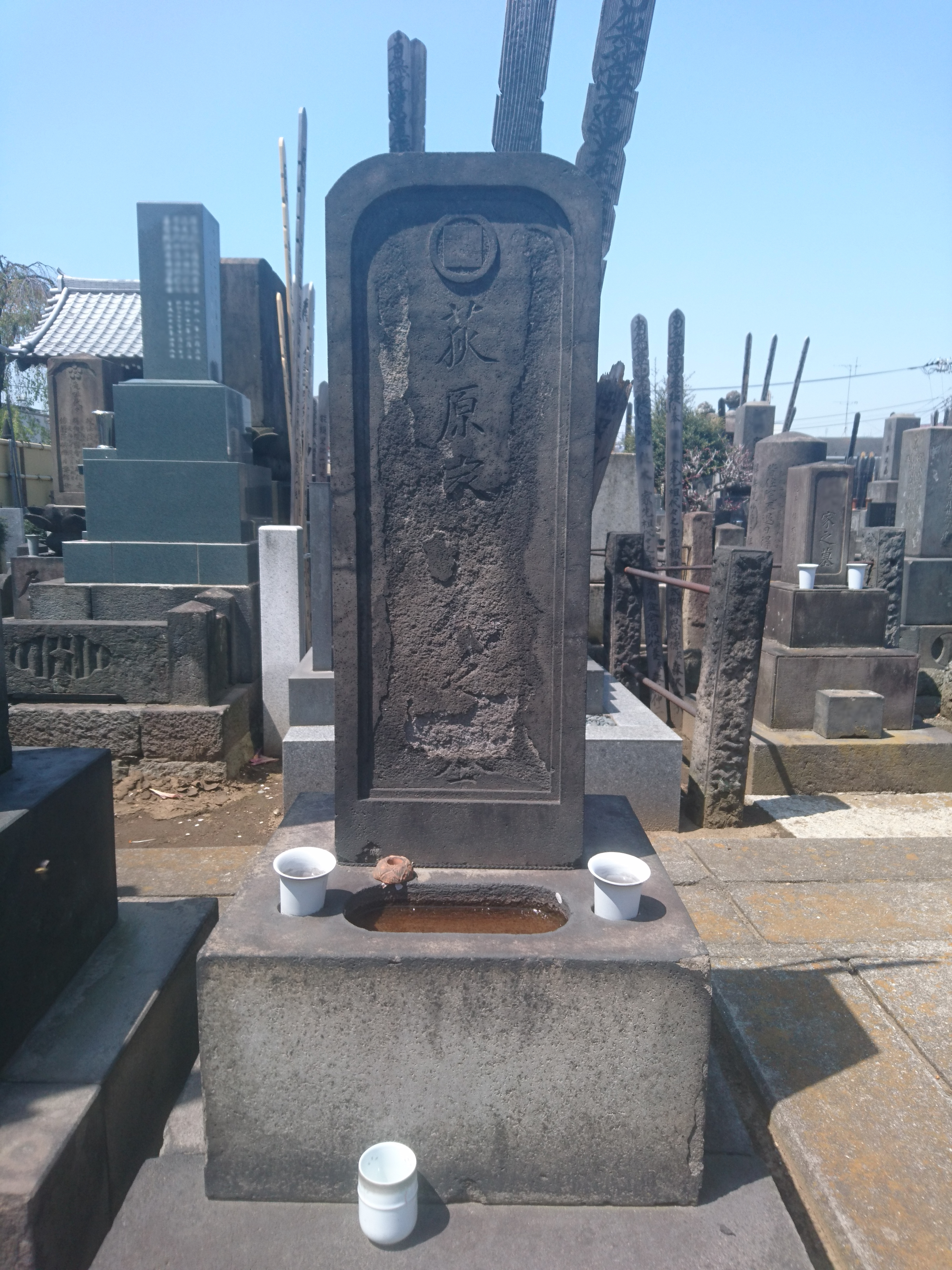
Ogiwaras Grab am Chōmei-ji (長命寺) in Tokio

Ogiwara Shigehide (japanisch 荻原 重秀; geboren 1658 in Edo; gestorben 13. November 1713 ebenda) war ein japanischer Minister der Tokugawa-Regierung, dem Bakufu.

## Leben und Wirken
Ogiwara Shigehide war der zweite Sohn des Hatamoto Ogiwara Jūsuke Shigehide (荻原 十助種重). Ab 1674 erhielten er ein Gehalt von 150 Koku. 1683 wurde er Leiter der Buchhaltung (勘定組頭, Ganjōkumi-gashira) des Bakufu, wobei sein Gehalt auf 250 Koku erhöht wurde. 1687 wurde ihm befohlen, die Konten des Generalmagistrats (Sōdaikan) zu prüfen, und im selben Jahr wurde er zum obersten Leiter der Buchhaltung (勘定頭差添役m Kanjōgashira-sa soe yaku) – später Rechnungsprüfer (勘定吟味役, Kanjō no ginmi-yaku) – befördert, wobei sein Gehalt um 300 Koku erhöht wurde, so dass er insgesamt 550 Koku erhielt. Mit weiteren Erhöhungen kam er 1689 auf 750 Koku und 1695 auf 1000 Koku.
Im folgende Jahr 1696 wurde er zum Leiter der Buchhaltung (勘定頭) befördert, wobei sein Gehalt um 250 Koku erhöht wurde. Außerdem wurde er auf die Position des „Jugoi-no-ge Ōmi no kami“ (五位下近江守) berufen. Weiter wurde sein Gehalt im Jahr 1700 um 500 Koku 1705 um 700 Koku und 1710 um 500 Koku erhöht, was insgesamt 3700 Koku ergibt. Von der zweiten Hälfte der Ära des Shōgun Tokugawa Tsunayoshi bis zur Ära Tokugawa Ienobu leitete er die Finanzen des Bakufu. Von 1695 bis 1711 verfolgte Shigehide eine Politik zur Überwindung der finanziellen Schwierigkeiten des Shogunats durch Prägung minderwertiger Münzen. Das brachte aber nur zeitweise finanzielle Erleichterung für die Regierung und führte zu Verwirrungen. Arai Hakuseki, Berater des Shōgun, drängte wiederholt auf Ogiwaras Entlassung und konnte sie  schließlich im Jahr 1712 durchsetzen.
Nach Ogiwaras Tod entdeckte man, dass er riesige Bestechungsgelder erhalten hatte. Sein Sohn Norihide (荻原 乗秀) verlor daraufhin das ererbte Gehalt von 3000 Koku.